# Neocautinella
Neocautinella neoterica es una especie de araña araneomorfa de la familia Linyphiidae. Es el único miembro del género monotípico Neocautinella.

## Distribución
Es un endemismo de Bolivia, Perú, Ecuador y las islas Galápagos.